# Ernest Pivin
Ernest Pivin, né le 18 juin 1870 à Saint-Jean-Froidmentel et mort le 9 mars 1945 à Reugny, est un coureur cycliste français.

## Biographie
Originaire du Loir-et-Cher, Ernest Pivin s'installe du côté de Rocheservière pour y travailler en tant que jardinier. En 1903, il se classe deuxième du championnat de Vendée en ligne. Il fait également partie des cyclistes retenus pour participer à la première édition du Tour de France,. Seul représentant de l'Ouest présent au départ, il parvient à terminer huitième de l'étape inaugurale. Il est toutefois contraint à l'abandon lors de la cinquième étape, en raison d'une fatigue avancée et de multiples crevaisons. 
Après sa mort, une plaque commémorative fut érigée en son hommage à Rocheservière. En 2011, le directeur Christian Prudhomme fleurit la stèle à l'occasion du passage du Tour de France dans la commune. Un square porte également son nom.

## Palmarès
- 1903
  - 2e du championnat de Vendée[4]

## Résultats sur les grands tours

### Tour de France
1 participation 
- 1903 : abandon (5e étape)